# 金融國際審議官
金融国際審議官（日语：／）是日本國家公務員官職之一。

## 職務詳情
在金融廳的體制內與金融廳長官並列為次官級職位。規定數量為一人。金融國際審議官被任命後，在金融廳所掌控的事務中，將國際中相關重要事務總括整理，在金融相關事務中主要負責國際談判。
金融廳局長以下的職員，一般來說正式名應該稱為內閣府事務官，但金融廳長官及金融國際審議已是他的職稱也是官名，因此不適用內閣府事務官的名稱。

## 沿革
- 2005年（平成17年）7月1日，總務企畫局國際課此單位被撤除，於總務企畫局總務課設置國際室。新設立總務企畫局審議官一職（負責國際金融）。
- 2009年（平成21年）7月1日，取代總務企畫局審議官（負責國際金融），改設為總務企畫局總括審議官（負責國際金融）。
- 2011年（平成23年）4月1日，取代總務企畫局總括審議官（負責國際金融），改設為總務企畫局金融國際政策審議官。
- 2012年（平成24年）8月29日，取代總務企畫局金融國際政策審議官，改設為國際政策統括官（局長級）。
- 2014年（平成26年）8月29日，取代國際政策統括官（局長級），改設為金融國際審議官（次官級）[1]。

## 歷代金融國際審議官
| 屆 | 姓名       | 在任期間                     | 前職             | 退任後的要職               |
| -- | ---------- | ---------------------------- | ---------------- | -------------------------- |
| 1  | 河野正道   | 2014年8月29日 - 2016年7月1日 | 国際政策統括官   | 经济合作与发展组织事務次長 |
| 2  | 冰見野良三 | 2016年7月1日 - 2020年7月20日 | 總務企劃局審議官 | 金融廳長官                 |
| 3  | 森田宗男   | 2020年7月20日 - 2021年7月8日 | 總合政策局長     |                            |
| 4  | 天谷知子   | 2021年7月8日 -               | 国際總括官       |                            |